# Bovenkerk
Bovenkerk (51° 58′ N, 4° 47′ L) é uma cidade dos Países Baixos, na província de Holanda do Sul. Bovenkerk pertence ao município de Vlist, e está situada a 7 km sudeste de Gouda.
A área de Bovenkerk, que também inclui as partes periféricas da cidade, bem como a zona rural circundante, tem uma população estimada em 120 habitantes.